# 聖職貴族
聖職貴族（せいしょくきぞく、英: The Lords Spiritual）は、イギリスにおいて貴族院議員であるイングランド国教会（国教会）の26人の主教。貴族の右側に座る主教は含まれない。長老派教会のスコットランド国教会やウェールズ、北アイルランドの聖公会はもはや国教会ではなく、代表もしていない。貴族院議員である世俗貴族とは異なる。

## 階級と称号
イングランド国教会は42の教区で構成され、教区主教により導かれている。カンタベリー大主教とヨーク大主教は、それぞれ全イングランドの大主教、イングランドの大主教として、対応する教会管区を監督している。現職の5人の「主教座」、カンタベリー大主教、ヨーク大主教、ロンドン主教、ダラム主教、ウィンチェスター主教は常にロード・オブ・パーラメントである。残りの35人の主教のうち、最上位の21人が聖職貴族となるが、この規則の通常の運用は2015年に停止され（教会が女性を主教として任命し始めるという決定に続いて）、代わりに 2025年まで主教に任命された全ての女性が、年功序列に関わらず、貴族院での女性主教の代表の釣り合いをとるために、自動的に聖職貴族として任命されることになる。それ以外では、教区主教としての在職期間に応じて決められる（すなわち、他の主教座への移転で失われることはない）。ソドー・アンド・マン主教やヨーロッパ主教は、教会管区がイングランドや連合王国の外にあるために、年功序列に関わらず、聖職貴族にはならない（前者は、職権でマン島の立法評議会の議員であるが）。
理論的には、大主教と主教を選出する権限は、教区大聖堂のcollege of canonsに属する。しかし、実際には大主教と主教の任命は選挙の前に行われる。首相がCrown Nominations Commissionにより提案された一連の候補者の中から選ぶ。その後、君主はcollege of canonsに、指名された者を司教または大主教として選出するように指示する。
聖職貴族の中から一人がカンタベリー大主教によりベンチのコンベナーとして任命される。コンベナーは、貴族院における主教の業務を調整する。バーミンガム主教のデイビット・アーカートが、2015年5月18日に現在のコンベナーに任命された。

## 貴族
貴族の初期の頃ですら、主教の立場は明確ではなかった。リチャード2世の治世中、カンタベリー大司教は、「イングランド王国の慣習と権利により、さしあたり、カンタベリー大司教と属主教、信者、主教、修道院長、小修道院長、その他のいかなる高位聖職者に属する。王国貴族として、いかなる国王の議会に出席すること」を宣言した。しかし、この主張は議会に同意も反対もされなかった。
最初、聖職貴族は完全に世俗権力の管轄外にあると宣言した。貴族院での裁判に問題は生じなかった。教皇の権威が強大になると、高位聖職者に対する管轄権の欠如を認めるほかなかった。しかし、後に、イングランドにおける教皇の権威が減少すると、聖職貴族は世俗的な法廷の権威の下に置かれた。共通の法廷の管轄がヘンリー8世の時代に明確に確立された。ヘンリー8世は、自らが教皇の代わりにイングランドの教会の長であると宣言して、イングランドにおけるローマ・カトリック教会の憲法上の権力を終わらせた。
貴族院で世俗貴族として裁判を受けることができなかったにもかかわらず、聖職貴族が実際に貴族かどうか不明のままだった。1688年に、一般の陪審員による7人の主教、すなわちウィリアム・サンクロフト（カンタベリー大主教）、en:Sir Jonathan Trelawny, 3rd Baronet（ウィンチェスター主教）、トマス・ケン（バス・ウェルズ主教）、ジョン・レイク（チチェスター主教）、ウィリアム・ロイド（ウスター主教）、フランシス・ターナー（イーリー主教）、トーマス・ホワイト（ピーターバラ主教）の裁判で問題が起きた。告発は主教の請願が煽動誹謗になるというもので、主教はいかなる時にも君主に対する請願権があると主張したが、当局は、そのような権利は議会の会期中にのみ許されていると非難した（請願書を提出した時は、そうでなかった）。もし主教が貴族ではなくロード・オブ・パーラメントでしかなかった場合、議会が解散すれば請願権が無効になっていた。しかし、貴族は会期中がどうかに関わらず、君主の枢密顧問官のままであった。ゆえに主教が実際に貴族であったならば、自由に請願書を提出できることになっていた。実際に請願書が提出されたことに疑いの余地はなかったので、法廷は主教に対して無罪判決を下した。これは、主教が枢密顧問官であることが当然だったことを表している。
しかし、Standing Orders of the House of Lordsによれば、「召喚状が発行された主教は貴族ではなくロード・オブ・パーラメントである」とされている。

## 人数
イングランド議会の初期では、修道院長を含む聖職貴族が世俗貴族に数で勝っていた。しかし、1536年から1540年までの間に、ヘンリー8世が修道院を解散させ、修道院長の議席がなくなった。初めてであり、その後、聖職貴族は貴族院で少数派になった。
21の古い教区（ウェールズの4つを含む）に加えて、ヘンリー8世は新たに6つの教区を創設し、そのうち5つが残った（イングランド国教会の主教区の歴史的発展）。イングランド国教会の主教は1642年に除外されたが、イングランド王政復古後に議席を回復した。それ以降、19世紀初期まで新たに主教座が創設されることはなかったために、聖職貴族の人数は26人のままだった。
スコットランド国教会の主教、修道院長、小修道院長は伝統的にスコットランド議会に議席を持っていた。スコットランド宗教改革の後、1560年に修道院が聖職者ではない者に買収されたために、「修道院長」、「小修道院長」として議席を持っていた者は、この時から全て聖職者ではない者だった。宗教的な遵奉に関わらず、スコットランド国教会の主教は議席を持ち続けた。ローマ・カトリックの聖職者は1567年に除外されたが、監督制における監督は、1638年に除外されるまで議席を持ち続けた。スコットランド王政復古の後に議席を回復したが、最後の教区主教が廃止され、長老派教会としてスコットランド国教会が恒久的に設立されて、1689年に再び除外された。もはやスコットランド国教会の主教は存在せず、ウェストミンスターの貴族院に聖職者を派遣したことは一度もない。
アイルランド聖公会の主教と大主教は、アイルランドの貴族院に聖職貴族として議席を持っていた。彼らは1801年にアイルランドとイギリスが合同した後、ウェストミンスターの貴族院で代表を獲得した。アイルランド聖公会の聖職者の中で、4人（大主教1人、主教3人）が一度に議席を持ち、会期（通常は約1年）が終わる度にメンバーを入れ替えた。しかし、アイルランド聖公会は1871年に廃止され、その後は聖職貴族として代表することがなくなった。
マン島がイングランド王国にも連合王国にも含まれないために、ソドー・アンド・マン主教は、イングランド国教会の主教だが、イギリスの聖職貴族に含まれることはない。en:Lord Bishopはティンワルド（世界最古の連続した議会）で最古の役職者であり、ティンワルドとマン島の立法評議会の一員である。
19世紀に、イングランド国教会の主教区が徐々に再検討され始めた。しかし、主教のベンチの増加は政治的に好都合とは見なされず、それを防ぐための措置が講じられた。1836年に、最初の新主教区、リポン主教区が設立されたが、ブリストル主教区とグロスター主教区が合併して釣り合いが取られた（後に再分離した）。マンチェスター主教区の設立が計画されたが、セント・アサフとバンガーが合併できるようになるまで延期された。それは実現することがなかったが、1844年にen:Bishopric of Manchester Act 1847で、とにかく、貴族院における主教26人の制限を維持するための代替手段を講じ、現在まで、年功序列を基準にした条件が維持された。しかし、2015年聖職貴族(女性)法により、次の10年間にイギリスで主教に任命された女性が、その期間中に引退する21人の後継者に優先的になる。レイチェル・トレウィークが2015年にグロスター主教になり、この法律の下で初めて聖職貴族になった。クリスティーン・ハードマンが、その年の後半に2番目になった。
1920年に、ウェールズ聖公会がイングランド国教会から独立し、国教会廃止により、ウェールズの主教たちは参加資格を失った。
聖職貴族の26議席は、貴族院の総議員数の約3.3％である。

## 政治
聖職貴族は政党に所属していないが、クロスベンチャーではなく、貴族院では、玉座から見て左側の、政府側に座っている。主教が全員座れば3列ほどを占めることになるが、聖職貴族のフロントベンチは、貴族院において両端にあるひじ掛けが1つしかないことで微かに区別されている。前列で、玉座の近く、議会の端にあり、独特な立場を表している。
慣例で、主教の少なくとも一人が各立法日に祈りの言葉を読むことになっている（庶民院で庶民院議長のチャプレンが執り行う）。しばしば彼らは討論でスピーチを行う。2004年に、当時のカンタベリー大主教のローワン・ウィリアムズは、量刑の立法について議論を始めた。Measures（イングランド国教会が提出した法案（en:Bill (law)））は貴族院に上程されなければならず、聖職貴族には、それを確実に行われるようにする役割がある。

## 世俗貴族としての他の宗教的人物
最近では、その他の宗教的な人物が世俗貴族として貴族院に議席を持っている。チーフ・ラビのイマヌエル・ジャコボヴィッツが貴族院に任命された（マーガレット・サッチャー首相の助言に基づいて行動した女王の同意を得て）。同様に、彼の後継者としてチーフ・ラビのジョナサン・サックスが任命された。北アイルランドの和平交渉と和解の業績が認められ、アイルランド教会のアーマー大主教のロビン・イームズがジョン・メージャーにより貴族院に任命された。任命されたキリスト教の聖職者には、メソジストの牧師ドナルド・ソーパー、聖公会の司祭ティム・ボーモント、そして数人のスコットランドの聖職者が含まれる。
宗教改革以来、ローマ・カトリックの聖職者が任命されたことはない。ウェストミンスター大司教で枢機卿のバジル・ヒューム、後継者の枢機卿コーマック・マーフィー＝オコーナーが、それぞれジェームズ・キャラハン、マーガレット・サッチャー、トニー・ブレアにより貴族を提案されたが辞退した。後にヒュームは、死去直前にメリット勲章を女王から授けられた。オコーナーは処女演説の準備があると述べたが、叙階されたカトリック教徒は聖座以外の全ての政府に関係する主要な役職に就くことを教会法で禁じられている。
元カンタベリー大主教で、一般の主教に戻り、教区主教でなくなった者は、常に一代貴族に叙せられ、世俗貴族として貴族院に議席を持つ。

## 2011年に提案された貴族院改革
2011年、第1次キャメロン内閣が貴族院改革の草案を作成した。草案では、貴族院は、80%が選出され、20%が任命されるか、100%選出されることになっていた。前者の場合、改革された貴族院では12人の主教が所属することになっていた。12人の内訳は、5人の「有名な聖職貴族」（カンタベリー大主教、ヨーク大主教、ロンドン主教、ダラム主教、ウィンチェスター主教が職権で議席を持つ）、7人の「一般の聖職貴族」（適切と見なされたあらゆる方策を通して教会に選出された教区主教）であった。段階的な方法で貴族院の主教を26人から12人に減少させていくことになっていた。2015年から2020年までの間に21人として、2020年から2025年の間に16人にする予定であった。「一般の聖職貴族」の任期は各「選挙期間」（すなわち１つの選挙から次の選挙までの期間）に一致し、教会は各選挙期間中に最大7人の名前を上げることができるとされた。これらの改革は後に取り下げられた。

## 女性が優先的に聖職貴族になる2015年の臨時改革
2015年聖職貴族(女性)法の下で、法が施行されてから10年間（2015年5月18日から2025年5月18日まで）に聖職貴族に欠員が生じた場合、適任とされた女性から任命して欠員を埋める必要がある。これは、カンタベリー、ヨーク、ロンドン、ダラム、ウィンチェスターの主教座には適用されない。その結果、2020年11月の時点で、4人の女性が聖職貴族になった（さらに、サラ・ムラーリーは2018年にロンドン主教に任命され、職権で聖職貴族になった）。

## 批判
貴族院における聖職貴族の存在は、一部のメディアの評論家や組織から時代遅れで民主主義的ではないと批判されている。en:Humanists UKは、「イギリスは西洋で宗教が立法府に自動的に議席を持つ唯一の民主主義国である」として「受け入れられない」と述べた。
当時のロンドン主教リチャード・シャルトルは、主教について、「幅広い範囲で意見や制度に触れている」と述べ、「イギリスにあるその他の信仰共同体の主要な指導者」も含めることを主張した。